# Lessepssche Migration

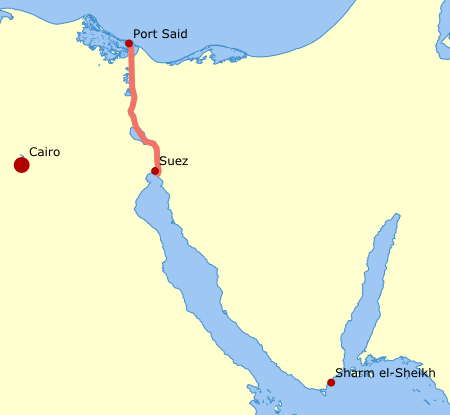
Lage des Suezkanals

Die Lessepssche Migration ist der Austausch von Lebewesen zwischen dem Mittelmeer und dem Roten Meer, seit mit dem Bau des Suezkanals (Eröffnung 1869) unter der Leitung von Ferdinand de Lesseps eine Verbindung geschaffen wurde. Es handelt sich somit um einen invasionsbiologischen Vorgang; die allochthonen Arten werden in ihrem neuen Verbreitungsgebiet als Neobiota betrachtet. In einigen Fällen, wie beim Hasenkopf-Kugelfisch, stellt diese Migration eine Gefahr für die Biodiversität und den Fischfang dar.

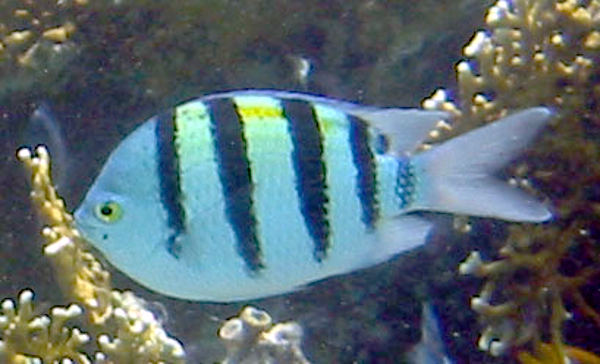
Der Riffbarsch Abudefduf vaigiensis ist im Mittelmeer ein Neozoon.

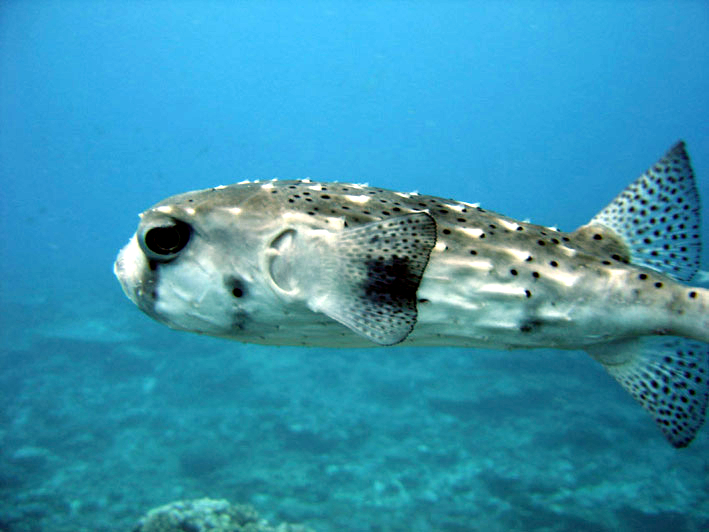
Der Gepunktete Igelfisch ist eine weitere in das Mittelmeer eingewanderte Art.

Durch den Bau des Suezkanals wurden zwei Faunengebiete miteinander verbunden. Dies führte zur Migration einer Vielzahl von Arten vom Roten Meer ins Mittelmeer; in umgekehrter Richtung war die Wanderung wesentlich geringer. Am besten lässt sich die Migration bei Fischen beobachten, aber auch andere, unauffälligere Organismen breiteten sich durch den Kanal aus.
Dass vor allem die Fauna des östlichen Mittelmeeres verändert wurde, liegt daran, dass es in seinen klimatischen Bedingungen und seinem Nahrungsangebot in vielerlei Hinsicht eher einem tropischen nährstoffarmen Meer (wie dem Roten Meer) gleicht, aber vor dem Kanalbau fast ausschließlich vom kälteren Atlantik her besiedelt worden ist.
In den verschiedenen Vergletscherungsphasen der letzten Eiszeit sank der Meeresspiegel weltweit mehrmals um bis zu 200 Meter ab (eustatische Meeresspiegelschwankung). Das Mittelmeer war während dieser Phasen vom Atlantik abgeschnitten und schrumpfte stark. Dabei starben viele Arten aus. Eine Wiederbesiedelung in den zwischenzeitlichen Warmphasen der Eiszeit war nur vom Atlantik aus möglich, dessen Lebewelt aber nicht so gut an die ökologischen Bedingungen des Mittelmeeres angepasst war. Auch das Rote Meer schrumpfte mehrmals stark, wurde aber von den deutlich besser an die dortigen Umweltbedingungen angepassten Arten aus dem Indischen Ozean wiederbesiedelt. Dies erklärt auch, dass das östliche Mittelmeer nur etwa 550 Fischarten aufweist, gegenüber etwa 800 im Roten Meer.
Vor Beginn des Kanalbaus hat es keine genaue Bestandsaufnahme der Organismen beider Meere gegeben. Man vermutet, dass etwa 500 Arten in das Mittelmeer einwanderten und etwa 50 Arten in das Rote Meer. Zu den Arten, die ins Mittelmeer gelangten, gehört beispielsweise die Schmuck-Languste, die heute auch vor der Küste Israels kommerziell gefangen wird, und die Meerbarbe (Upeneus vittatus), genannt Sultan Ibrahim, die für die Fischer Syriens von wirtschaftlicher Bedeutung ist.
Die achtjährige Sperrung nach dem Sechstagekrieg 1967, in der der Kanal ruhig und klar war, löste einen deutlichen weiteren Migrationsschub aus. Da die Ausbreitung im Mittelmeer fast nur entlang der Küste stattfindet, verbreiteten sich die Neobiota ursprünglich hauptsächlich nach Osten und Norden, denn der Weg nach Westen war durch die Brackwasserzone vor dem Nildelta versperrt. Dies änderte sich mit dem Bau des Assuan-Staudamms, der die Ausdehnung der Brackwasserzone erheblich reduzierte.

## Beispiele
Hier einige Beispiele von Fischarten, die sich im Ostmittelmeer aufgrund der Lessepsschen Migration ausgebreitet haben:
- Gepunkteter Igelfisch (Diodon hystrix)
- Indopazifik-Sergeant (Abudefduf vaigiensis)
- Gestreifter Korallenwels (Plotosus lineatus)
- Fistularia commersonii aus der Gattung der Flötenfische
- Rotstreifen-Husarenfisch (Sargocentron rubrum)
- Feuerfische – Indischer Rotfeuerfisch (Pterois miles)

- Leiognathus klunzingeri

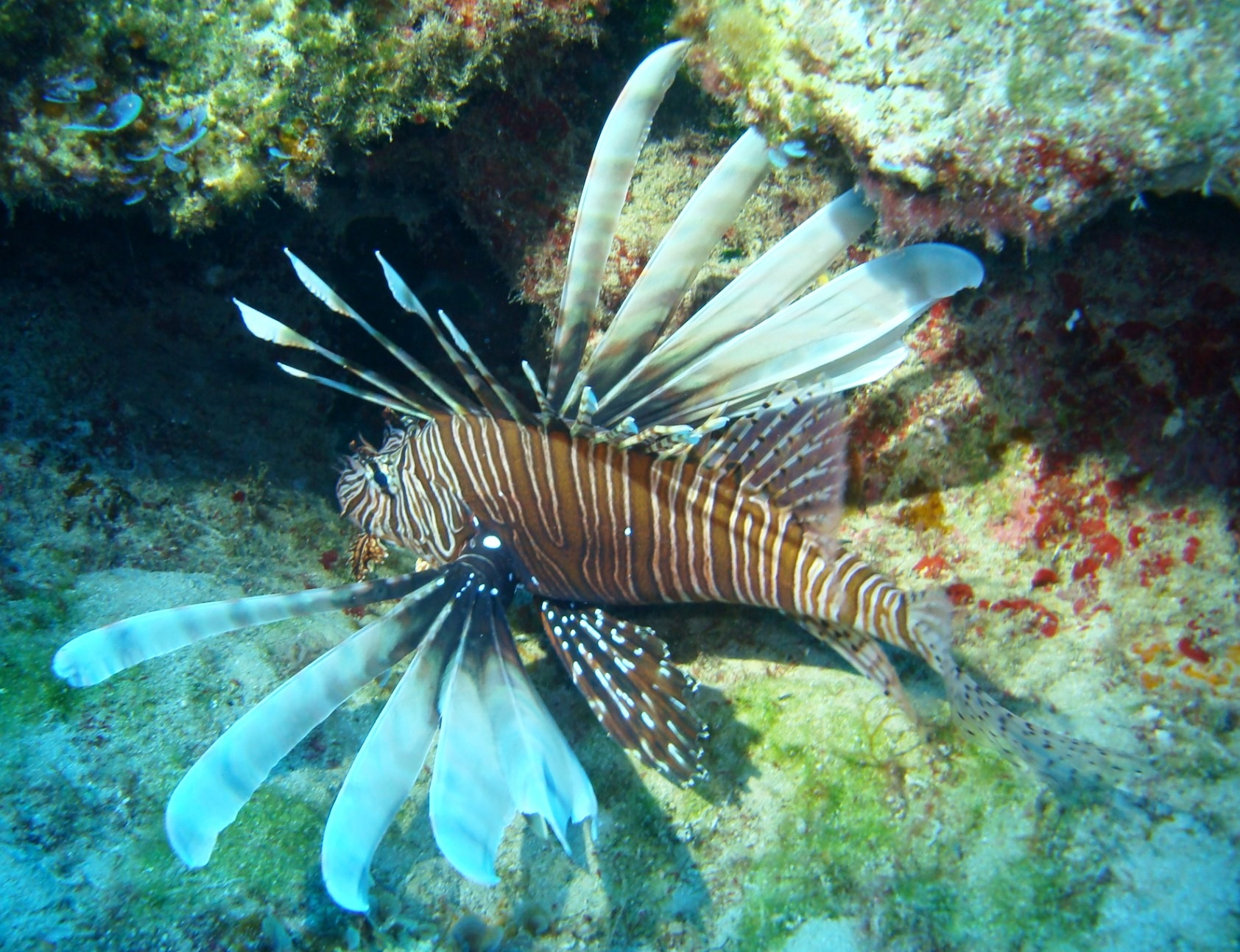
Indischer Rotfeuerfisch im Mittelmeer, vor der Südküste Zyperns (2019)

- Molukkenbarbe (Upeneus moluccensis)
- Upeneus vittatus
- Upeneus pori
- Indische Makrele (Rastrelliger kanagurta)
- Rotmeer-Wimpelfisch (Heniochus intermedius)
- Pyramiden-Kofferfisch (Tetrasomus gibbosus)
- Hasenkopf-Kugelfisch (Lagocephalus sceleratus)

Hier einige  Krebstiere:
- Charybdis helleri
- Große Pazifische Schwimmkrabbe (Portunus pelagicus)
- Marsupenaeus japonicus

Und auch die Quallenart Cassiopea andromeda hat sich durch Öffnung des Suezkanals im Mittelmeer ausgebreitet.